# ریچارد بست
ریچارد بست (انگلیسی: Richard Best؛ ۲۸ ژوئن ۱۹۱۶ – ۱۹ دسامبر ۲۰۰۴) یک تدوین‌گر اهل انگلستان بود.
وی فیلمبردار فیلم‌هایی همچون خوکچه هندی، جعبه جادویی، اینترپل و سدشکنان بوده است.